# Пластилиновая ворона
«Пластилиновая ворона» — мультипликационный фильм, снятый Александром Татарским в 1981 году, и его первая официальная режиссёрская работа. В этом альманахе три сюжета по стихотворениям Александра Кушнера «О картинах», Овсея Дриза «Игра» и Эдуарда Успенского «А может, а может…».

## Сюжет

### О картинах
Мультфильм в песенной форме рассказывает о жанрах картинной живописи — пейзаже, натюрморте и портрете.

### Игра
Эта часть мультфильма рассказывает о детской игре с периодическим открыванием и закрыванием глаз. Всякий раз, открывая глаза, рассказчики — дедушка и внук — поражаются каким-либо новым увиденным деталям.

### А может, а может…
Пародия на басню Ивана Крылова «Ворона и Лисица». Мультфильм повествует о рассказчиках, забывших сюжет басни и пытающихся вспомнить его по ходу повествования. Так, вместо вороны появляются то собака, то корова (и один раз — даже бегемот), а вместо лисицы — сначала страус, а затем дворник. Исказив сюжет басни, рассказчики исказили и её мораль:

Не стойте и не прыгайте,

Не пойте, не пляшите

Там, где идёт строительство

Или подвешен груз.

## Создатели
- Автор сценария и режиссёр: Александр Татарский
- Художник-постановщик: Игорь Ковалёв
- Композитор: Григорий Гладков
- Оператор: Эрнст Гаман
- Звукооператор: Нелли Кудрина
- Художники: Елена Косарева, А. Распопов
- Поют: Григорий Гладков («О картинах»), Леонид Броневой и Алексей Павлов («Игра»), Александр Левенбук и Лев Шимелов («А может, а может…»)
- Монтажёр: Любовь Георгиева
- Редактор: Валерия Коновалова
- Директор: Лидия Варенцова

## Техника
Первые два сюжета представляют собой «перекладку» с использованием рисунков детей мультстудии Центрального республиканского Дворца пионеров города Киева. Последний сюжет выполнен в технике пластилиновой мультипликации. Все три сюжета содержат фото- и видеовставки.

## Производство
Первоначально Александр Татарский хотел сделать мультфильм по стихотворению Успенского «Жил-был слонёнок», построенному на принципе путаницы («Один смешной слонёнок, а может, не слонёнок, а может, поросёнок, а может, крокодил…»), очень подходившем для воплощения в пластилине. Однако мультфильм «Слоно-дило-сёнок» по этому стихотворению уже был снят Борисом Ардовым в 1975 году. И тогда Татарский начал импровизировать, сочинив новую версию «пластичной» сказки за то время, что потребовалось, чтобы её записать. Кроме того, в стихотворении «А может, а может…», написанном для мультфильма, первое восьмистишие то же, что и в стихотворении «Жил-был слонёнок».
Песня из третьей части мультфильма изначально должна была звучать в обычном темпе, однако на записи Татарский не проследил за хронометражем звука, из-за чего вместо необходимых 5 минут вышло 8. Режиссёр не знал, как быть; пока не было решения, были записаны и голоса. В монтажной Татарский случайно услышал, как восстанавливалась граммофонная запись выступления Ленина — скорость звучания была то выше, то ниже. Режиссёр поинтересовался у реставратора, как это получается. Технология была проста — на тонвал катушечного магнитофона наматывалась изоляционная лента, из-за чего плёнка подавалась на воспроизводящую головку быстрее и темп звучания ускорялся. Поняв, что в этом выход из возникшей ситуации, Александр Татарский, заплатив реставратору 70 рублей, сжал 8-минутную запись до необходимых 5 минут, вследствие чего песня приобрела своё знаменитое «мультяшное» звучание.
По свидетельству советского художника-графика Бориса Ефимова, Эдуард Успенский написал стихи к песне «А может, а может…» за пять минут, а Григорий Гладков за полчаса подобрал мелодию.
На создание мультфильма ушло около 800 кг советского пластилина, который из-за блёклых цветов пришлось дополнительно раскрашивать красками.

## Цензура
Мультфильм хотели запретить, так как он оказался «идеологически безыдейным». Спасли картину Ксения Маринина и Эльдар Рязанов, показавшие наперекор цензорам «Ворону» в одном из выпусков «Кинопанорамы».

## Признание

### Награды
Фильм «Пластилиновая ворона» получил более 25 призов
- «Гран-при» на Всесоюзном фестивале телефильмов, 1981;
- Диплом МКФ в Габрово, Болгария, 1983 и др.

### Памятники
В Международный День Анимации 26 октября 2007 года в Санкт-Петербурге был открыт памятник Пластилиновой вороне.
7 декабря 2008 года временное пластилиновое панно было заменено на керамическую скульптуру авторства Елены Юркевич.